# カルデロン一家問題
カルデロン一家問題（カルデロンいっかもんだい）は、2009年に日本で表面化したフィリピン国籍の一家の在留資格に関わる一連の問題。最終的には家族3人のうち、両親が自発的に帰国し、日本生まれの長女については当面の在留特別許可が与えられた。
一家とその支援者たちは名前を出して世論に訴えたため、メディアもこの問題を大きく取り上げたが、他方ではインターネット上に一家を批判するコメントも出現し、多様な立場からの議論を呼んだ。

## 経緯
この一家の両親は、もともと1990年代前半に、それぞれ他人のパスポートを使って別々に日本に不法入国した後、不法滞在を続けながら日本で結婚し、1995年に長女が生まれた。一家は埼玉県蕨市に定住し、父親は内装解体工として働き、やがて指導的立場にまでなった。長女は日本で生まれ育ち、日本語しか話せなかった。
2006年7月13日、母親が出入国管理及び難民認定法違反で逮捕されたことを契機に、同年11月20日には一家3人に対して退去強制令書が発付された。一家は取り消し訴訟を起こしたが、2008年9月26日に最高裁で敗訴が確定し、同年11月27日に退去期限が迫っているとして、新聞報道で注目されるようになった。その後、仮放免の期限は翌年2月13日まで延長された。
2009年2月13日、法務省と東京入国管理局は一家に対して、両親が帰国するなら長女の在留特別許可を認めるとの方針を伝えた。
2月26日、一家は、支援する渡邊彰悟弁護士とともに司法記者クラブで記者会見を開き、家族3人全員の在留を求めていくと表明した。
2月27日、東京入国管理局は一家での帰国か、両親だけが帰国し長女が日本に残るかを3月9日までに決めなければ、3人とも収容して強制送還すると通告した。
3月3日、一家が定住していた埼玉県蕨市の市議会は、一家そろっての在留特別許可を求める意見書を、議長を含む全員が連名で提出し、全会一致で可決した。また、アムネスティ・インターナショナルの本部と日本支部は、声明を出して一家の在留を求めた。
3月6日、森英介法務大臣は、出入国管理及び難民認定法の規定に従えば、父は退去強制後5年、母は無期限に、上陸拒否事由に該当することになるが、両親が娘との面会のために短期間の滞在を望むなら、退去強制から1年程度をめどに、上陸を特別に許可する考えがあると表明した。
3月9日、両親は東京入国管理局に出頭し、父親は強制収容された。その際、このまま全員の在留を求めるのであれば、母親と長女についても3月16日までに強制収容し、強制送還するという方針が当局から示された。
一家は、在留特別許可を受けられる長女を残し、両親が帰国する旨を当局に表明した。
3月16日、長女について、1年間の期限の在留特別許可が出された。
日本に残る長女は、正規の資格で日本に在留している叔母の保護下で、学業を継続することとなった。
2010年5月、両親が長女との面会を目的にフィリピンから来日したことが報じられた。

## 様々な見解
在日特権を許さない市民の会は、不法滞在者であり犯罪者である一家を国外退去させるのは法治国家として当然とし、東京入国管理局や、駐日フィリピン大使館前での街頭宣伝を展開した。こうした動きには、外国人犯罪追放運動、外国人参政権に反対する会、主権回復を目指す会、日本を守る市民の会なども同調していた。
東京弁護士会は、2009年3月17日に山本剛嗣会長名で「カルデロン・ノリコさん一家の在留問題に関する会長声明」を公表し、親子を引き離す結果となった措置について子どもの権利条約に反するものであると指摘した。